# Blah Blah Blah (Armin van Buuren)
Blah Blah Blah is een nummer van de Nederlandse dj Armin van Buuren uit 2018. Het is de eerste single van zijn gelijknamige ep en de vijfde single van zijn zevende studioalbum Balance.
Armin zei over het nummer: "Een plaat als deze had ik misschien een jaar of vijf geleden niet gedurfd. Ondertussen vind ik het prima om lollige, gekke ideeën uit te werken. 'Blah Blah Blah' kwam voort uit een idee van mijn dochter. Ze kwam thuis met allemaal vieze woorden die ze had opgepikt op het schoolplein, waarvan ze een liedje maakte. Daar moest ik wat mee!". Het nummer werd wereldwijd een grote clubhit. Het wist in een aantal Europese landen de hitlijsten te behalen. In de Nederlandse Top 40 haalde het een bescheiden 31e positie, en in de Vlaamse Ultratop 50 werd de 19e positie gehaald.

## NPO Radio 2 Top 2000
| Nummer met noteringen in de NPO Radio 2 Top 2000 | '23  | '24  |
| ------------------------------------------------ | ---- | ---- |
| Blah Blah Blah                                   | 1833 | 1760 |

1. ↑  Een vetgedrukt getal geeft de hoogste notering aan.
2. ↑  2023 was het eerste jaar met een notering voor dit nummer.